# Quatuor à cordes no 15 de Beethoven
Pour les articles homonymes, voir Quatuor à cordes no 15.
Le Quatuor à cordes no 15 en la mineur, op. 132, de Ludwig van Beethoven, est composé entre décembre 1824 et août 1825 avec une dédicace au prince Nikolaï Borissovitch Galitsyne (1794-1866), commanditaire de l'œuvre. Il est chronologiquement le deuxième des cinq derniers quatuors de Beethoven.
Le Quinzième Quatuor comprend cinq mouvements, rompant radicalement avec la forme traditionnelle des quatuors à cordes. La structure générale de ce quatuor est en arche, avec le Dankgesang (Chant d'action de grâces en allemand) au centre, et les deux mouvements adjacents qui se répondent de manière symétrique, le Dankgesang — possédant lui-même cinq parties et des symétries internes.
Beethoven est gravement malade au printemps 1825 et intitule le troisième mouvement « Heiliger Dankgesang eines Genesenen an die Gottheit in der lydischen Tonart » (Chant sacré d'action de grâce  d'un convalescent à la Divinité dans le mode lydien). Reprenant une structure en cinq morceaux, mini quatuor dans le quatuor, ce mouvement est le plus long et imposant du Quatuor et considéré comme « un des sommets de la musique ».
Le court quatrième mouvement contraste avec le précédent par son allégresse. Le thème du cinquième mouvement avait été envisagé par Beethoven pour un hypothétique final instrumental à la Neuvième Symphonie, avant que ne lui vînt l'idée de l'Hymne à la joie.

## Histoire de l'œuvre
Le Quinzième Quatuor fait partie d'une commande de trois quatuors, datant de novembre 1822, du Prince Galitsyne, auquel l'œuvre est dédicacée. Galitsyne, passionné de musique et violoncelliste amateur est un admirateur inconditionnel de Beethoven : 

« Étant un amateur passionné de musique et un admirateur de vos talents, je prends la liberté de vous demander si vous voudriez composer un, deux, ou trois nouveaux quatuors. Je serais absolument ravi de vous payer pour ce travail toute somme qui vous semblera adéquate. »

Beethoven traverse alors de grandes difficultés financières. Il est donc soulagé par cette commande, mais prévient son commanditaire qu'il ne pourra honorer la commande entière immédiatement. En effet, le début de la composition du Quinzième quatuor n'a pas lieu avant la fin de 1824, juste après le Douzième, également pour le prince, mais avant le Treizième (dernier quatuor de la commande), un an après la création de la Neuvième Symphonie. En plus de cette symphonie, il compose entre-temps la monumentale Missa solemnis, parmi d'autres ouvrages.
Beethoven compose d'abord, dans l'ordre, les mouvements 1, 5 et 4, mais il tombe gravement malade au début 1825, interrompant la composition de ce quatuor. Il déménage à Baden-Baden et lorsqu'il est rétabli, en mai 1825, il écrit le Dankgesang, « Chant sacré d'action de grâce d'un convalescent à la Divinité », mouvement empreint d'une profonde spiritualité. Cela bouleverse peut-être le plan prévu pour ce quatuor, car Beethoven n'hésite pas à rompre radicalement avec la forme conventionnelle du quatuor à cordes pour y insérer ce mouvement, un des plus longs adagio des quatuors de Beethoven. Il en fait l'élément central de l'œuvre, et compose le deuxième mouvement, un scherzo qui contraste avec le no 4, marche concrète, martiale et allante.
Le quatuor est créé le 9 septembre 1825 par le quatuor Schuppanzigh. Toujours à Baden-Baden, Beethoven se déplace spécialement à Vienne pour assister à la représentation de son quatuor, qui est donné en petit comité dans le cabaret L'homme sauvage. Le succès de cette prestation est tel qu'une nouvelle représentation, toujours en petit comité, est donnée deux jours plus tard.

Bien que déroutante et profonde, la pièce est généralement très bien accueillie. Romain Rolland décrit ces représentations : 

« Le quatuor fut redonné, en cercle choisi, le 26 septembre [1825]. [...] La salle était pleine, il n’y avait pas une place libre, et le succès fut éclatant. La beauté de l’œuvre conquit la foule. On s’émerveillait surtout du chant de grâces à la Divinité. Quinze jours après, le 20 novembre, [le quatuor] Schuppanzigh en redonna une autre audition publique. La victoire était gagnée. Et quelle victoire ! Celle de l’œuvre la plus ardue peut-être et la plus profonde de Beethoven. »

Le quatuor est créé en public le 6 novembre 1825 par le Quatuor Schuppanzigh à Vienne. Le neveu Karl rapporte à son oncle à propos de cette première : « Le quatuor a été très applaudi, cela s'est aussi très bien passé dans l'ensemble et Linke a mieux joué que jamais ».

## Structure
Le quatuor comporte cinq mouvements :
1. Assai sostenuto, à  - Allegro, à , en la mineur (264 mesures)[6]
2. Allegro ma non tanto, à 
, en la majeur (238 mesures)[n 1],[6]
3. Molto adagio, à , en ré majeur (211 mesures)[6]
4. Alla marcia, assai vivace, à , en la majeur (24 mesures)[n 1] - Più allegro, 
, la mineur - Presto, à  en la mineur (22 mesures)[6]
5. Allegro appassionato, à 
, en la mineur (404 mesures)[6]

Sa durée d’exécution est d'environ 44 minutes.

### Premier mouvement
De forme sonate, ce mouvement combine les deux thèmes — un dramatique et un lyrique — constitutifs de cette forme, avec le thème des quatre notes introductives du mouvement (la « question du sphinx » dans l'analyse de Romain Rolland), qui conduit l'ensemble du développement du mouvement. Cette construction du mouvement, originale et tout en ruptures — à la fois dans sa construction et avec les formes connues du quatuor à cordes — est un des éléments qui amènent à considérer ce quatuor comme un des plus « modernes » de Beethoven, ou « à jamais contemporain » comme le commentait Stravinsky.

### Deuxième mouvement
Le deuxième mouvement est un développement contrapuntique d'un thème musical abstrait, réminiscent de la « question du sphinx », en faisant une véritable « pièce d'orfèvrerie » géométrique et abstraite. Il contraste avec le mouvement précédent — assez dramatique — par une sorte d'impassibilité intellectuelle et émotionnelle.
Ce développement est subitement interrompu par une sorte de danse musette mais transfigurée poétiquement par un accompagnement de cordes scintillant et nuancé faisant la démonstration de l'aboutissement de l'écriture de Beethoven. Cette poésie et ambiance annonce le troisième mouvement.
Puis revient le développement géométrique qui conclut le mouvement.

### Troisième mouvement:Dankgesang

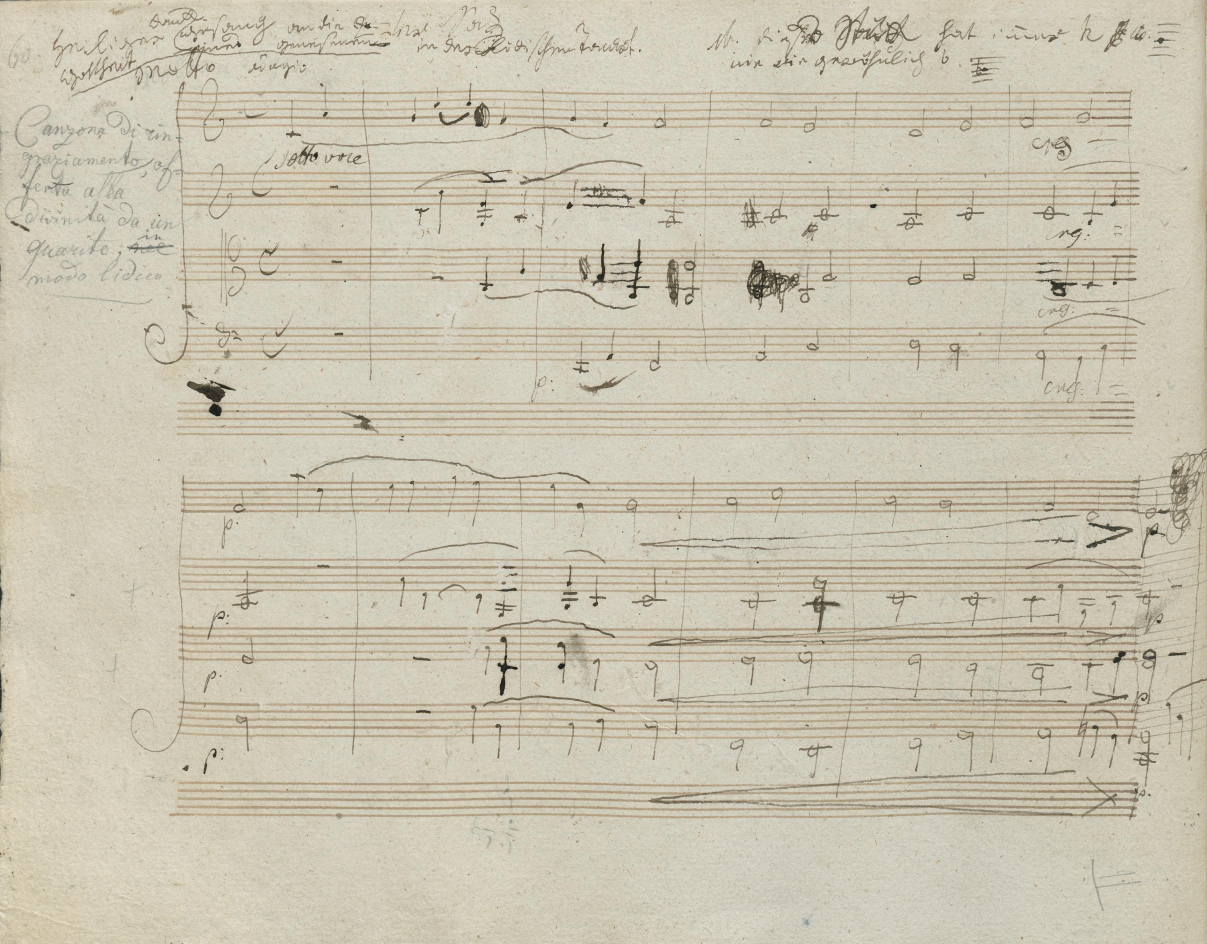
Autographe de la première page du Dankgesang.

Le troisième mouvement, par sa position, son message et la profondeur de son développement est le cœur de l'œuvre. Ce mouvement est souvent considéré non seulement comme un des sommets de la musique de Beethoven, mais aussi de la musique tout entière. Il a suscité de très nombreux commentaires et eu de nombreuses influences littéraires.
Selon Roland de Candé : « Gravement malade en avril 1825, Beethoven traduit sa souffrance en musique dans un langage inédit, obstinément diatonique, contrastant avec des épisodes d’espoir (sentendo nuova forza "ressentant une nouvelle force") ».
Beethoven ne fait pas mystère du caractère mystique et spirituel de ce mouvement par son intitulé : « Heiliger Dankgesang eines Genesenen an die Gottheit in der lydischen Tonart » (Chant sacré d'action de grâce  d'un convalescent à la Divinité dans le mode lydien). La désignation originelle de ce mouvement était même Hymne de remerciement d'un homme malade à Dieu pour son rétablissement - sensations d'un réveil et d'une force nouvelle dans les cahiers de conversation de Beethoven,.
Le caractère mystique est confirmé par l'utilisation pour son cadre tonal d'un mode d'église ancien, le mode lydien. Beethoven était dans une époque de grand intérêt pour la musique ancienne et avait utilisé, peu de temps avant, un tel mode dans le Et incarnatus de la Missa solemnis.
Beethoven y oppose deux blocs musicaux : un chant de prière et de reconnaissance (R), adagio, d'écriture modale en rythme binaire et mesure à 
, avec un chant de rétablissement et de force (F), andante, d'écriture tonale et en rythme ternaire, mesure à 
, avec la structure globale R1F1R2F2R3.

### Quatrième mouvement
Succéder au troisième mouvement se terminant, après un état de transe métaphysique, dans un climat de profond apaisement, « sans après », n'avait rien d'évident. Beethoven a choisi une rupture radicale, dans un style le plus éloigné possible : une marche de caractère quelque peu militaire et prosaïque. Le mouvement se termine par un récitatif, établissant un discours se terminant par un motif de quatre notes qui ne sont autres que la « question du sphinx », permutée. Il s'agit également de "reposer" l'esprit et les émotions de l'auditeur et de le préparer à la poésie du cinquième mouvement.
Beethoven est resté longtemps indécis sur le mouvement qui devait suivre le Dankgesang. Un premier manuscrit daté de juillet 1825 fait apparaître un Alla danza tedesca, plus développé, qui est finalement devenu le quatrième mouvement du treizième quatuor (composé juste après malgré son numéro). Ce n'est qu'en août qu'il compose ce mouvement.

### Cinquième mouvement
Ce mouvement possède, à l'instar du premier mouvement, une forme originale alliant la forme rondo à la forme sonate, et se conclut par une coda finale très développée, optimiste et libératrice. Selon Fournier, l'inspiration de la mélodie du premier thème de ce mouvement est une des plus belles et poétiques de Beethoven.
Cette mélodie était à l'origine prévue pour un final instrumental de la neuvième symphonie, composée juste avant, qui se termine en définitive par un final vocal (chœur et solistes). Ce dernier mouvement est d'ailleurs introduit par un récitatif instrumental, comme le dernier mouvement de la neuvième.

## Influence littéraire
Ce quatuor aurait été une source d'inspiration à laquelle T. S. Eliot aurait puisé pour son recueil de poèmes Quatre Quatuors. Il en possédait un enregistrement pour gramophone, et il déclare dans une lettre à Stephen Spender : « Son étude est absolument inépuisable. Il y a une sorte de gaieté céleste, ou en tout cas plus qu'humaine, dans certains des derniers passages, que l'on pourrait s'imaginer venir à soi comme le fruit d'une réconciliation et d'un soulagement après d'immenses souffrances ; j'aimerais être capable de mettre en vers quelque chose de cela avant de mourir ».
Aldous Huxley, dans le dernier chapitre de son roman Contrepoint, donne une longue description du troisième mouvement, ainsi qu'une analyse personnelle à l'occasion de la mort quasi-suicidaire du personnage Maurice Spandrell : 

« Les archaïques mélodies lydiennes se suspendirent dans l'air. C'était une musique sans passion, transparente, pure et cristalline, comme une mer tropicale, comme un lac alpin. De l'eau sur de l'eau, du calme glissant sur du calme, un accord d'horizons unis et d'espaces sans ondulations, un contrepoint de sérénités. »

et la fin du mouvement 

« La musique reprit. Mais il s'était passé quelque chose de nouveau et de merveilleux dans son ciel lydien. La vitesse de la mélodie lente était doublée ; les contours en étaient devenus plus nets et plus délimités ; une partie interne revenait avec insistance sur une phrase frémissante. On eût dit que le ciel était devenu tout à coup et par impossible plus céleste, qu'il était passé de la perfection réalisée à une perfection encore plus profonde et plus absolue. La paix ineffable persistait ; mais ce n'était plus la paix de la convalescence et de la passivité. Elle vibrait elle était vivante, elle semblait grandir et s'intensifier, elle devint un calme actif, une sérénité quasi passionnée. Le paradoxe miraculeux de la vie éternelle et du repos éternel était réalisé par la musique. »

## Repères discographiques
- Quatuor Busch, 1942 (Sony)[d 1],[d 2]
- Quatuor Hongrois, 1953 (EMI)[d 3]
- Quatuor Italiano, 1965 (ICA Classics)[d 4],[d 5]
- Quatuor Italiano, 1968 (Philips)[d 6],[d 7]
- Quatuor Végh, 1974 (Auvidis-Valois)[d 8]
- Quatuor Lindsay, 1983 (ASV)[d 9]
- Quatuor Alban Berg, 1979 (EMI)[d 10],[d 11]
- Quatuor Talich, 1980 (Calliope)[d 12]
- Quatuor Takács, 2005 (Decca)[d 13]
- Quatuor de Tokyo, 2010 (Harmonia Mundi)[d 14]
- Quatuor Artemis, 2011 (Virgin Classics)[d 15]
- Quatuor Belcea, 2013 (Zig-Zag Territoires)[d 16]
- Quatuor Terpsycordes, 2013 (Ambronay)[d 17]
- Quatuor Ébène, 2020 (Erato), enregistrement en concert à la Philharmonie de Paris, le 27 janvier 2020